# Suzanne Snyder
Suzanne Snyder (* 22. Oktober 1962 in Park Ridge, Illinois, USA) ist eine US-amerikanische Filmschauspielerin.

## Leben
Sie ist bekannt für ihre Rolle der Debbie Stone im Film Space Invaders (1988) und als Deb in dem John Hughes-Film L.I.S.A. – Der helle Wahnsinn (1985).
Suzanne Snyder lebte sieben Jahre in Glenview, Illinois, bevor sie mit ihrer Familie nach Seattle, Washington umzog. Ihre Pläne zu studieren wurden durch Model-Aufträge unterbrochen. Ihr Agent überzeugte sie, sich für eine kleine Rolle in der TV-Serie CHiPs (1977) vorzustellen. Sie bekam die Rolle, gefolgt von einem Auftritt im Film Class (1983).

## Filmografie (Auswahl)
- 1983: Class
- 1985: L.I.S.A. – Der helle Wahnsinn (Weird Science)
- 1985: Remo – unbewaffnet und gefährlich (Remo Williams: The Adventure Begins)
- 1986: Die Nacht der Creeps (Night of the Creeps)
- 1988: Space Invaders (Killer Klowns from Outer Space)
- 1988: Toll treiben es die wilden Zombies (Return of the Living Dead Part II)
- 1988: Retribution – Die Rückkehr des Unbegreiflichen
- 1997: Fools Rush In – Herz über Kopf